# 1657
1657 (MDCLVII) a fost un an comun al calendarului gregorian, care a început într-o zi de luni.

## Nașteri
- 23 martie: Aral Hakuseki, învățat japonez (d. 1725)

## Decese
- 2 aprilie: Ferdinand al III-lea, Împărat Roman, 48 ani (n. 1608)

#### Nedatate
- Varlaam (n. Varlaam Moțoc), 76 ani, cleric și cărturar român (n. 1580?)